# Roullet-Decamps
Pour les articles homonymes, voir Roullet.

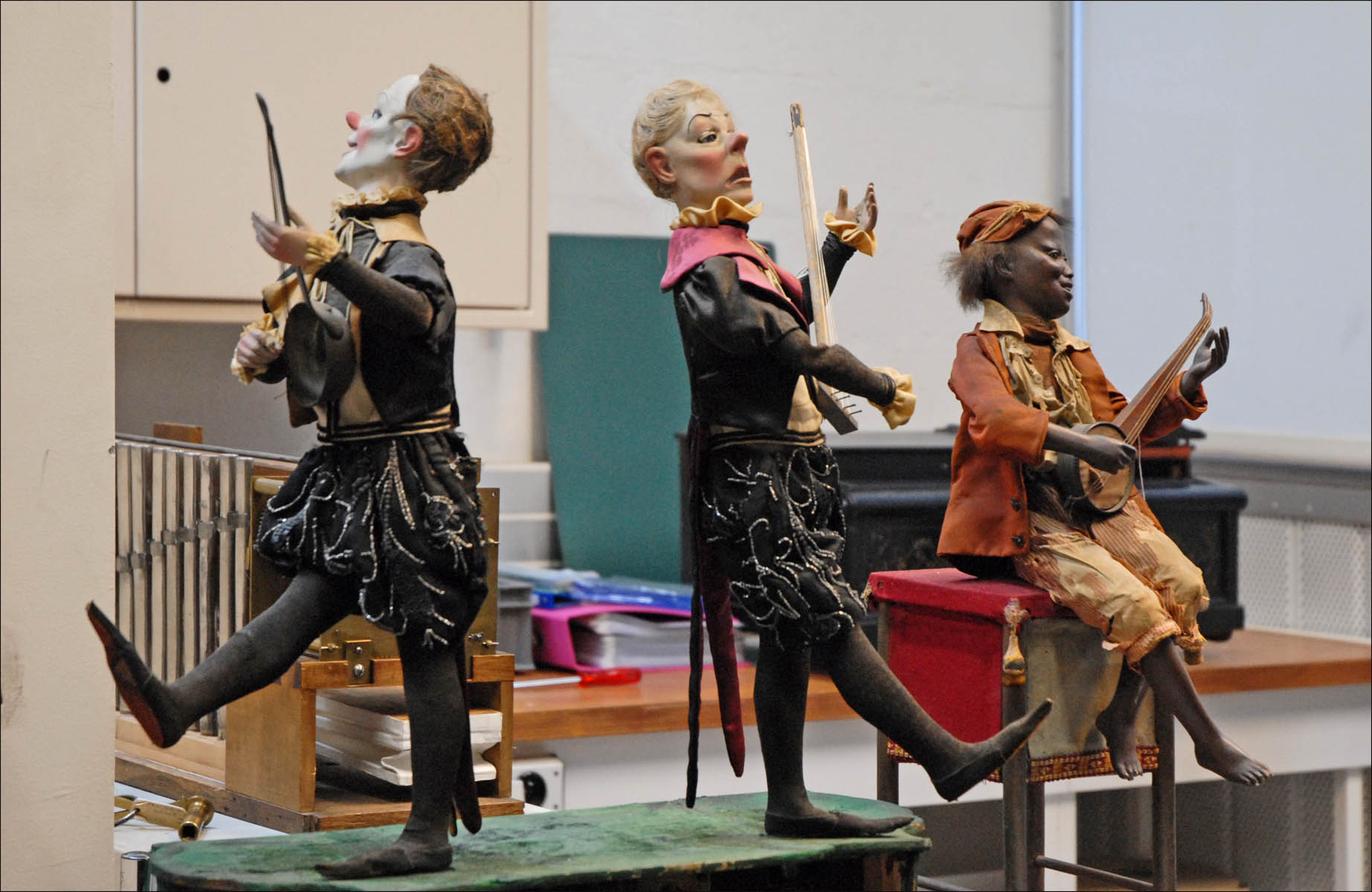
Automates "Clowns musiciens", et "Joueur de banjo" de Roullet-Descamps

La Maison Roullet-Decamps, aussi appelée les Ateliers Roullet-Decamps, est célèbre et réputée pour ses automates. Créée en 1865 par Jean Roullet, l'entreprise prit la dénomination de Roullet-Decamps en 1889, 10 ans après le mariage de la fille de Jean Roullet, avec Ernest Decamps, mécanicien de profession. Elle cesse ses activités en 1995. La collection est exposée au public dans deux musées français au Musée des Automates de Falaise (Calvados) et à Souillac (Lot).

## Historique

### Fondation (1865-1889)
La maison fut fondée en 1865 par Jean Roullet, façonneur d'outils dans le quartier du Marais. Le premier jouet automate naquit grâce à la collaboration de monsieur Lamour, client et sertisseur de métier : Le Petit Jardinier poussant une brouette. Ce jouet, le premier fabriqué en série, devint le sigle de la Maison Roullet, puis Roullet-Decamps. Au lieu de 20 francs, il n'en coutait que 8,50 francs.
L'entreprise obtint sa première médaille de bronze à l'Exposition universelle de 1867.
En 1879, le mariage de la fille de Jean Roullet avec Ernest Decamps, mécanicien, contribua à l'expansion de la fabrication des jouets mécaniques. Les créations mécaniques s'intitulèrent Roullet-Decamps après le succès de l'exposition de 1889 qui scelle l'association. 
Dès 1893, 50 personnes sont employées dans les différents ateliers : mécaniciens, horlogers, sculpteurs, couturières, etc.

### L'expansion
1900 : Apparition des premiers automates électriques : des automates publicitaires dans les vitrines des magasins, et qui pouvaient fonctionner en permanence. Gaston Decamps, fils aîné d’Ernest, entre à l’École des arts décoratifs et à l’Académie des beaux-arts. Élève du grand sculpteur animalier Fremiet, il prendra une part de plus en plus active dans l'entreprise familiale. Son influence se ressent dans la qualité des visages sculptés dès lors. Entre 1902 et 1906, Gaston Decamps crée son chef-d'œuvre, la Charmeuse de serpent, automate sensuel et rapidement célèbre dont on ne connaît qu'une douzaine d'exemplaires.
En 1906, à la mort de Jean Roullet, Ernest Decamps prend la direction de la Maison Roullet-Decamps. Il présenta un couple de boxeurs électrique à l’Exposition franco-britannique de Londres en 1908. Par la suite, la maison produisit beaucoup d’automates pour des réclames ou des automates électriques.
En 1909, Ernest Decamps meurt, ses enfants Gaston et Paul prennent la relève. La firme prend le nom de Veuve Decamps et Fils. Gaston, âgé de 27 ans, crée la première vitrine animée de Noël pour le Bon Marché à Paris. La mode est née : les grands magasins font appel à des dessinateurs humoristes de l'époque, Dubout, Peynet, Jean Effel pour la conception, la réalisation finale et la fabrication étant effectuées par les Établissements Decamps.
La guerre de 1914 : Paul Decamps, le gestionnaire, est tué en 1915.
En 1922, Gaston Decamps se retrouve seul à la tête de la fabrique.

### La consécration
L'entre-deux-guerres : Decamps récupère le stock de la maison Phalibois en 1925. Raymond Phalibois, arrive à la tête de la fabrique et abandonne la fabrication d’automates, cédant la totalité du stock à Gaston Decamps. Les grands magasins tels que les Galeries Lafayette, Les Magasins du Louvre mais aussi à l’étranger, aux États-Unis, en Angleterre et en Belgique installent des automates dans leurs vitrines, dont des automates publicitaires, comme le Pierrot Gourmand.
C'est la consécration : L'Homme-serpent, L'Éléphant marcheur et La panthère rampante entrent au musée des arts et métiers de Paris. Pour l'Exposition internationale de 1937, Gaston Decamps créé avec Paul Durand, le professeur Arcadius (un automate qui écrit des analyses de caractères). Il travailla aussi aux trucages de cinéma (le vieux lion dans Tartarin de Tarascon, le pic-vert dans Alexandre le bienheureux, la pendule automate des Casses-pieds, etc.)...
En 1963, la maison Decamps, expulsée de l'hôtel de Vigny, emménage au 118 de la rue Amelot. Le gendre de Gaston Decamps, Georges Bellancourt, impulse l'animation des mécanismes par l'électronique et la bande magnétique. Parallèlement, des sculptures animées en métal voient le jour. En 1963, un Oursin d'Or pour Salvador Dalí ouvre cette voie.[réf. souhaitée]

### Les difficultés et la fermeture
1972 : après le décès de Gaston Decamps, sa fille, Cosette et son mari, Georges Bellancourt, continuent la production, mais, face à la concurrence des jouets asiatiques, la maison cesse la fabrication de jouets mécaniques pour se concentrer sur les grands automates électriques. 
1988 : À Souillac (Lot), sur l’initiative du maire et avec l’aide de l'État, un musée consacré aux automates, et plus particulièrement à ceux de la Maison Roullet-Decamps, a été créé. Le visiteur du musée de Souillac peut y découvrir un bon nombre d’automates dont le fonctionnement est géré par un ordinateur pour en limiter l’usure, mais de telle façon qu’il reste un musée vivant et animé.
1993 - 1994 : La production d'automates ne devenant plus assez rentable, la famille Roullet-Decamps fut obliger de fermer ses ateliers de fabrication à Paris. Cosette Decamps-Bellancourt, dernière héritière restée sans enfant, décida alors de vendre une collection d'automates aux enchères. Le Conseil Départemental du Calvados acheta un lot de 300 automates. La Ville de Falaise proposa d'accueillir la collection et d'ouvrir le 28 mai 1994 un musée, Automates Avenue aujourd'hui appelé le Musée des Automates de Falaise.
1995 : Cessation d’activité.

### Postérité
Cosette Decamps Bellancourt constitue deux musées consacrés aux automates de la Maison Roullet-Decamps : en 1988 ouvre le Musée des Automates à Souillac et en 1994 le Musée des Automates de Falaise.
En juillet 2021, Cosette Bellancourt meurt. Le 4 avril 2022, Morand & Morand commissaires-priseurs DROUOT vendent aux enchères les automates de sa collection personnelle. On y trouve des pièces historiques avec les créations de Jean Roullet, des pièces inachevées ou incomplètes et un ensemble d'automates réclames. Au total, 164 automates en plus ou moins bons états sont mis en vente.
Malheureusement , le musée de Souillac à fermée ses portes pour toujours probablement et la collection d'un statut nationale est aujourd’hui conservée au MUCEM à Marseille
L'atelier, ses meubles, outillages, moules  et les stocks restants sont encore conservées dans le Lot et servent pour la recherche
et la documentation alliant le savoir-faire et une véritable bibliothèque des matériaux employées à leur fabrication
Les automates ont leur rôle dans un contexte transcendant alliant les connaissances techniques, l'art et les modes d'un moment.
Les ateliers Roullet Decamps conservées sont probablement les seuls témoins encore existants de ce savoir faire et aussi et de l'organisation du travail dans ses murs...  
Une conference à eu lieu, organisée par la Cinémathèque Française
https://www.cinematheque.fr/video/2082.html